# Abenakiïta-(Ce)
L'abenakiïta-(Ce) és un mineral de la classe dels silicats. Va ser descoberta l'any 1991 prop del turó Wigwômadenizibo, al Quebec. El seu nom prové dels abenaki, una tribu indígena de l'àrea on va ser descoberta.

## Característiques químiques
És un silicat de sodi i ceri amb anions addicionals de fosfat, carbonat i sulfat. La seva estructura és de ciclosilicat amb anells simples de sis tetraedres de sílice. Presenta una mica d'activitat radioactiva degut a les impureses d'elements radioactius com el tori o el samari; per tant ha de ser manipulat seguint els protocols de seguretat convenients.

## Formació i jaciments
Va ser descoberta a la pedrera Poudrette, situada al mont Saint-Hilaire, dins el municipi regional de comtat de La Vallée-du-Richelieu, a Montérégie (Quebec). Es va trobar en xenòlits de sienita amb sodalita. Sol trobar-se associada a altres minerals com la polilitionita, la manganoneptunita, l'eudialita o l'egirina.